# Yunes Chami
Yunes Chami (????) é um ator, diretor e produtor teatral. 

## Carreira
Yunes é formado em publicidade e trabalha na área artística desde 1970. Já participou de mais de 40 montagens teatrais e 50 filmes publicitários, além de cinema e televisão. Yunes ajudou a fundar o a Kompanhia Teatro Multimídia, e coordena Oficinas de Interpretação Teatral no Teatro do Centro da Terra, no Club Homs e na Associação Cultural Religarte (Jundiaí).

## Trabalhos

### Teatro
Entre as mais famosas peças estão:
- A Ilha do Tesouro
- O Kronoscópio
- Porca Miséria
- Auto da Compadecida
- Os Sete Gatinhos
- Romeu e Julieta
- A Paixão de Cristo
- Uma Aventura Ecológica
- O Mágico de Oz
- Mohamed o Latoiero breve

## Carreira
| Televisão | Televisão                     | Televisão     | Televisão |
| Ano       | Novela / Seriado / Minissérie | Papel         |           |
| --------- | ----------------------------- | ------------- | --------- |
| 1999      | Andando nas Nuvens            | Adbuh         |           |
| 2002      | Retrato Falado                | Joel          |           |
| 2002      | O Clone                       | Samir         |           |
| 2004      | Da Cor do Pecado              | Jamal         |           |
| 2006      | Cidadão Brasileiro            | Salim         |           |
| 2009      | Caminho das Índias            | Brahmane      |           |
| 2009      | Tô Frito                      | Hilton        |           |
| 2010      | 9mm: São Paulo                | Nacib         |           |
| 2010      | Araguaia                      | Mamed Mascate |           |
| 2011      | Fina Estampa                  | Wallid        |           |
| 2012      | O Brado Retumbante            | Emir          |           |
| 2012      | Rei Davi                      | Aimeleque     |           |
| 2012      | Lata Velha                    | Sheik         |           |
| 2017      | Sol Nascente (telenovela)     | Seu Ali       |           |

### Cinema
- O Casamento de Romeu & Julieta